# Sermão
Um sermão é um discurso dado em circunstâncias religiosas.

## Cristianismo
O sermão das várias Igrejas cristãs tem sua origem na homilia da sinagoga que existia no mundo judeu no tempo de Jesus. Jesus costumava dar sermões para ensinar seus discípulos, incluindo o sermão da Montanha ao ar livre. Jesus também deu sermões em sinagogas, incluindo o de Nazaré, narrado no Evangelho segundo Lucas no capítulo 4. O propósito do sermão é ensinar um ou mais textos da Bíblia para crescer crentes.

### Catolicismo
No catolicismo, o sermão ocorre após a leitura do Evangelho durante a Missa. Também é chamada de a homilia - especialmente desde a reforma litúrgica do Concílio Ecumênico Vaticano II - como parte de uma celebração Eucaristia: a homilia explica os mistérios da fé e os preceitos da vida cristã a partir dos textos da liturgia do momento.

### Protestantismo
Na protestantismo, o culto protestante centra-se na leitura da Bíblia.

### Cristianismo evangélico
No cristianismo evangélico, o sermão é frequentemente chamado de "mensagem" ou "pregação da palavra". Ele ocupa um lugar importante no serviço, metade do tempo; cerca de 45 a 60 minutos. Esta mensagem pode ser apoiada por um Power Point, imagens e vídeos. Em algumas igrejas, as mensagens são agrupadas em séries temáticas. Aquele que traz a mensagem é geralmente um pastor formado em um Instituto Teológico. Sermões evangélicos são transmitidos no rádio, nos canais de televisão (televangelismo), na Internet, em portais web, no site das igrejas e através das mídias sociais como YouTube e Facebook.